# Покровская церковь (Паттайя)
Покро́вская це́рковь — храм Таиландской епархии Русской православной церкви, расположенный в южной части города Паттайя на территории т. н. «русского посёлка» «Baan Dusit Pattaya Lake», провинция Чонбури, Таиланд.

## История

### Основание прихода
С 1990-х годов русские туристы стали массово приезжать отдыхать в Таиланд. Наибольшей популярностью у туристов из бывшего СССР стал город Паттайя, которая приобрёл славу самого «русского» курорта Таиланда.
С середины 2000-х годов Представитель Русской Православной Церкви в Королевстве Таиланд игумен Олег (Черепанин) стал проводить богослужения в Паттайе для многочисленных русскоязычных туристов, приезжавших отдохнуть в Таиланд. Место для богослужения было любезно предоставлено хозяйкой известного отеля «Royal Cliff» Пангой Ватханакул, одновременно являющейся Почётным Консулом России в провинциях Чонбури и Районг. Большинство постояльцев этого отеля были гостями, прибывшими из стран СНГ.
Однако возможности официально зарегистрировать здесь приход не было, поскольку в Таиланде никто из иностранцев не обладает правом частной собственности. Это стало возможным после того, как 20 июня 2008 года тайские власти зарегистрировали православную общину в Таиланде как юридическое лицо в формате общественного фонда с названием «มูลนิธิชาวคริสต์ศาสนิกชนดั้งเดิมออร์โธด็อกซ์ในประเทศไทย» («Orthodox Christian Church in Thailand»). 24 июня того же года на первом заседании комитета Фонда Православной Церкви в Таиланде Даниил (Данай) Ванна был избран его председателем. К тому времени в Паттайе проживали и работали несколько сот православных верующих, а также приезжали на отдых многочисленные туристы из России и стран СНГ.
8 июля 2008 годы в Паттайе в присутствии игумена Олега (Черепанина) состоялось собрание проживающих здесь православных верующих, на котором было принято решение об организации православного церковного прихода во имя всех святых от века просиявших, а также о вхождении прихода в Православную Церковь Таиланда в юрисдикции Московского Патриархата. 4 февраля 2009 года благодаря целевому пожертвованию нескольких прихожан был приобретён в собственность участок земли в северной части Паттайи в районе Наклыа, сой Лонг Бич. Участок был практически, готов к застройке, так как не требовал значительных предварительных работ. В ноябре 2009 года строительство было полностью завершено.
Ввиду упрочения позиций православия в Паттайе и высокого духовного потенциала православного прихода в городе, в Представительство Русской Православной Церкви в Королевстве Таиланд стали поступать предложения о необходимости второго православного храма в Паттайе. В итоге 31 августа 2011 года в Земельном департаменте администрации Паттайи состоялась безвозмездная передача Православной Церкви в Таиланде участка земли под строительство второго православного храма в Паттайе, на юге города (Всехсвяткий храм расположен на севере), в «русском посёлке» «Baan Dusit Pattaya Lake», расположенном недалеко от района Джомтиен. Было решено, что новая церковь будет представлять невысокий (12,5 м.) храм традиционного русского церковного зодчества, увенчанный пятью позолоченными куполами. Учитывая будущие нужды прихода, было принято решение расположить в цокольном этаже здания, жилые помещения для священника (около 80 м²). Вокруг храма было решено расположить парковый комплекс.
3 сентября того же года на встрече с русскими православными верующими владелец и генеральный директор компании «Dusit Pattaya Co. Ltd.» Боворн Вонгкрасан в торжественной обстановке вручил архимандриту Олегу пакет документов, подтверждающих передачу земли в собственность Церкви, а также утверждённый компанией договор, по которому компания принимает на себя все расходы по строительству храма. Краткой речи Боворн Вонгкрасан отметил, что компания делает это в знак глубокого уважения к культуре и традициям россиян, многие из которых приобрели недвижимость в компании «Dusit Pattaya Co. Ltd.».
В тот же день во Всехсвятском храме архимандрит Олег (Черепанин) провёл встречу с православными верующими Паттайи, где был избран приходской совет нового Покровского прихода.
Строительство второго православного храма в Паттайе соответствовало планам городских властей кардинального изменить имидж этого мирового курорта, который в течение 10 лет из места для сомнительных развлечений должен стать центром семейного и экотуризма.

### Строительство
Строители компании «Dusit Pattaya Co., Ltd.» за два дня завершили, в соответствии с проектом, забивку бетонных свай и заливку основания фундамента.
11 февраля 2012 года архиепископ Егорьевский Марк (Головков) совершил Чин закладки храма и возложил на Боворна Вонгкрасана, владельца и генерального директора компании, Орден «Славы и Чести» III степени, которого тот удостоен Патриархом Московским и всея Руси за помощь Православной Церкви.
1 июля 2012 года Представитель Русской Православной Церкви в Королевстве Таиланд архимандрит Олег (Черепанин) совершил инспекционную поездку в провинцию Чонбури, во время которой детально ознакомился с ходом строительных работ. В ходе осмотра архимандрит Олег внёс некоторые изменения в проект, которые тут же были согласованы архитектором и строительным инженером. Было решено устроить в цокольном этаже храма баптистерий с купелью для крещения взрослых.
21 октября 2012 года и. о. настоятеля Всех-Святского храма в Паттайе иерей Данай (Даниил) Ванна освятил шесть куполов, которые затем были установлены на храм и колокольню.

### Начало богослужений
6 января 2014 года храм впервые принял богомольцев. Иеромонах Михаил (Чепель) совершил малое освящение храма, по завершении которого торжества, связанные с празднованием Пасхи, на которые собрались более 50 человек.
2 марта 2014 года при Покровском храме начал работу Православный кинотеатр.
15 февраля 2014 года в праздник Сретения Господня архиепископ Егорьевский Марк (Головков) совершил чин великого освящения Покровского храма и возглавил Божественную литургию в новоосвящённом храме.
23 октября 2014 года иерей Дмитрий Савенков был назначен и. о. настоятеля Покровского храма в Паттайе со вступлением в должность 1 ноября того же года. К тому времени на воскресной литургии собиралось около 20 человек
По словам настоятеля протоиерея Димитрия Савенкова: «Большая часть прихожан — давно воцерковленные люди. Приход у нас хороший. Когда мы приехали с матушкой, то прихожане нас встретили с любовью. У нас замечательная староста, Светлана Кобец, которая очень много своего личного времени отдает разным организационным вопросам, прилагает немало усилий для устроения общих дел прихода. Светлана — профессиональный управленец. Работала в администрации Президента, является членоном-корреспондентом Международной Академии Информатизации Экономического совета ООН. У неё много и других достижений, о которых можно долго рассказывать. Новая инициативы Светланы — организация секции тхэквандо для детей-прихожан. Но есть и не воцерковленные. Те, кто вообще пришёл в православный храм впервые, и случилось это именно здесь, в курортном городке Таиланда».
С 20 апреля 2017 года настоятелем был иеромонах Мелетий (Ткаченко). 19 октября 2017 года и. о. настоятеля Покровского храма был назначен иерей Иоанн Мороз.
12 декабря 2017 года епископ Звенигородский Антоний (Севрюк) в сослужении благочинного приходов Московского Патриархата в Таиланде архимандрита Олега (Черепанина) и настоятеля священника Иоанна Мороза совершил освящение изготовленного из мрамора поклонного Креста, воздвигнутого около храма в честь 15-летия присутствия Русской Православной Церкви на Тайской земле.

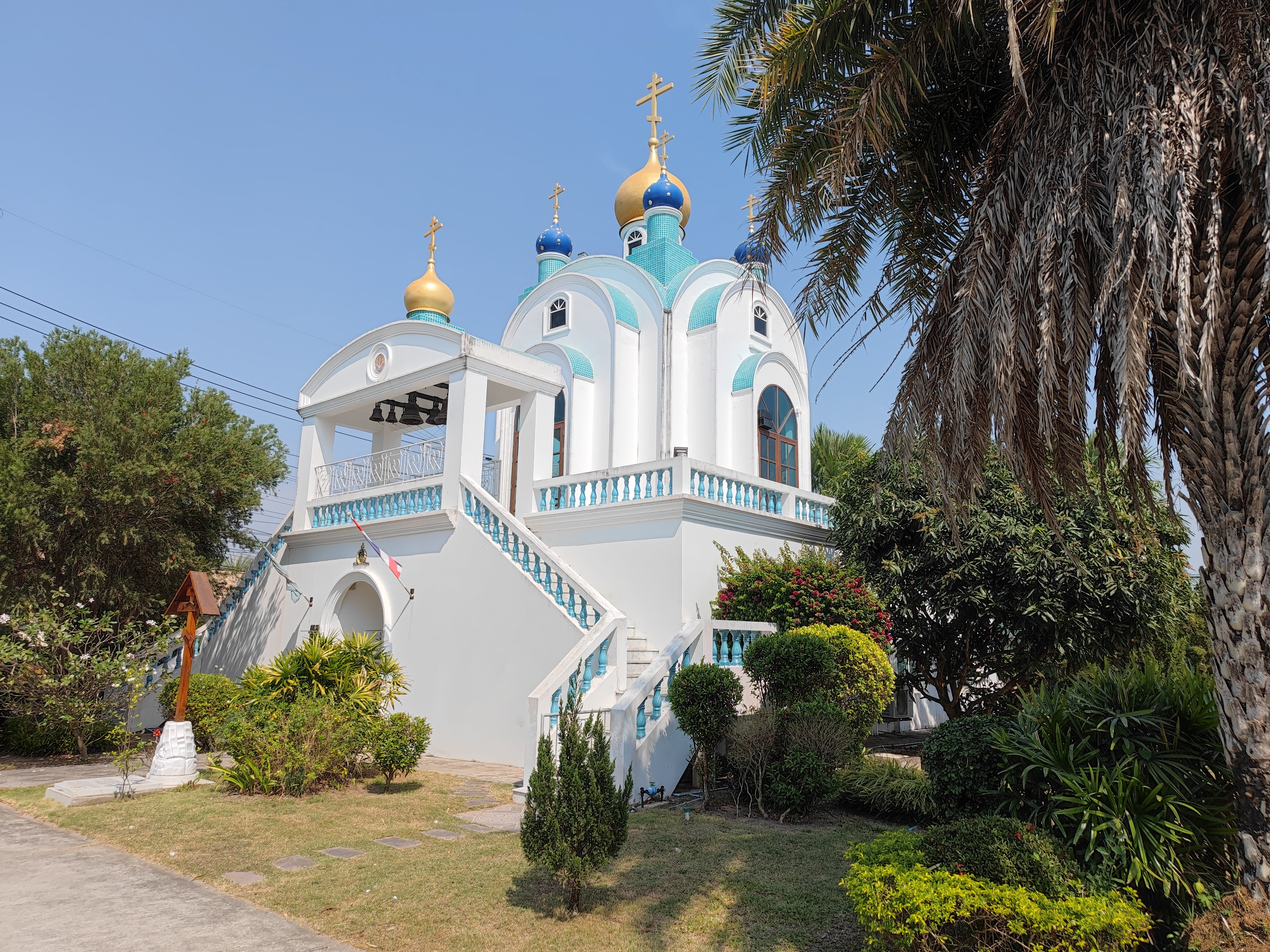
Вид с юго-запада
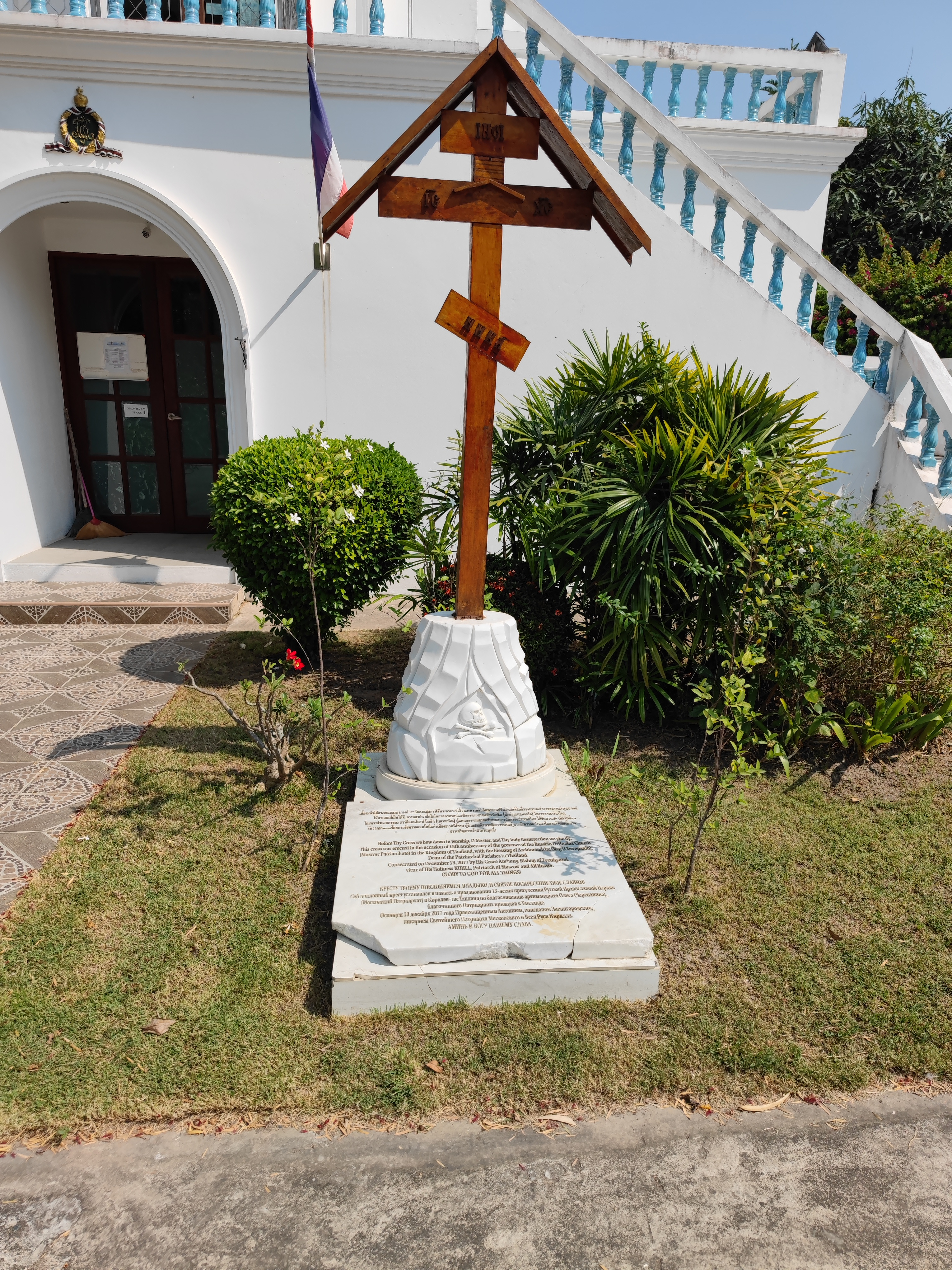
Поклонный крест
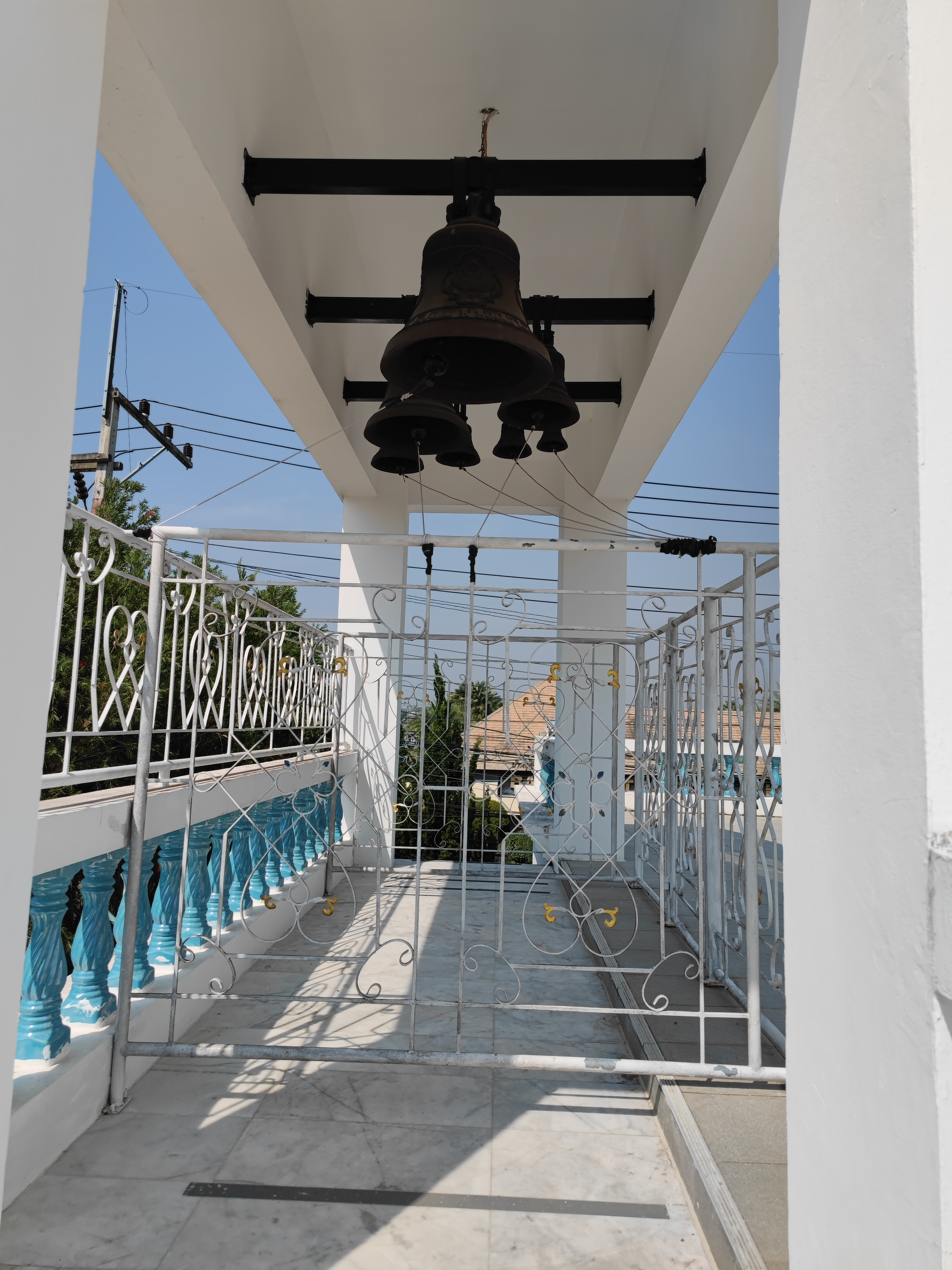
Звонница
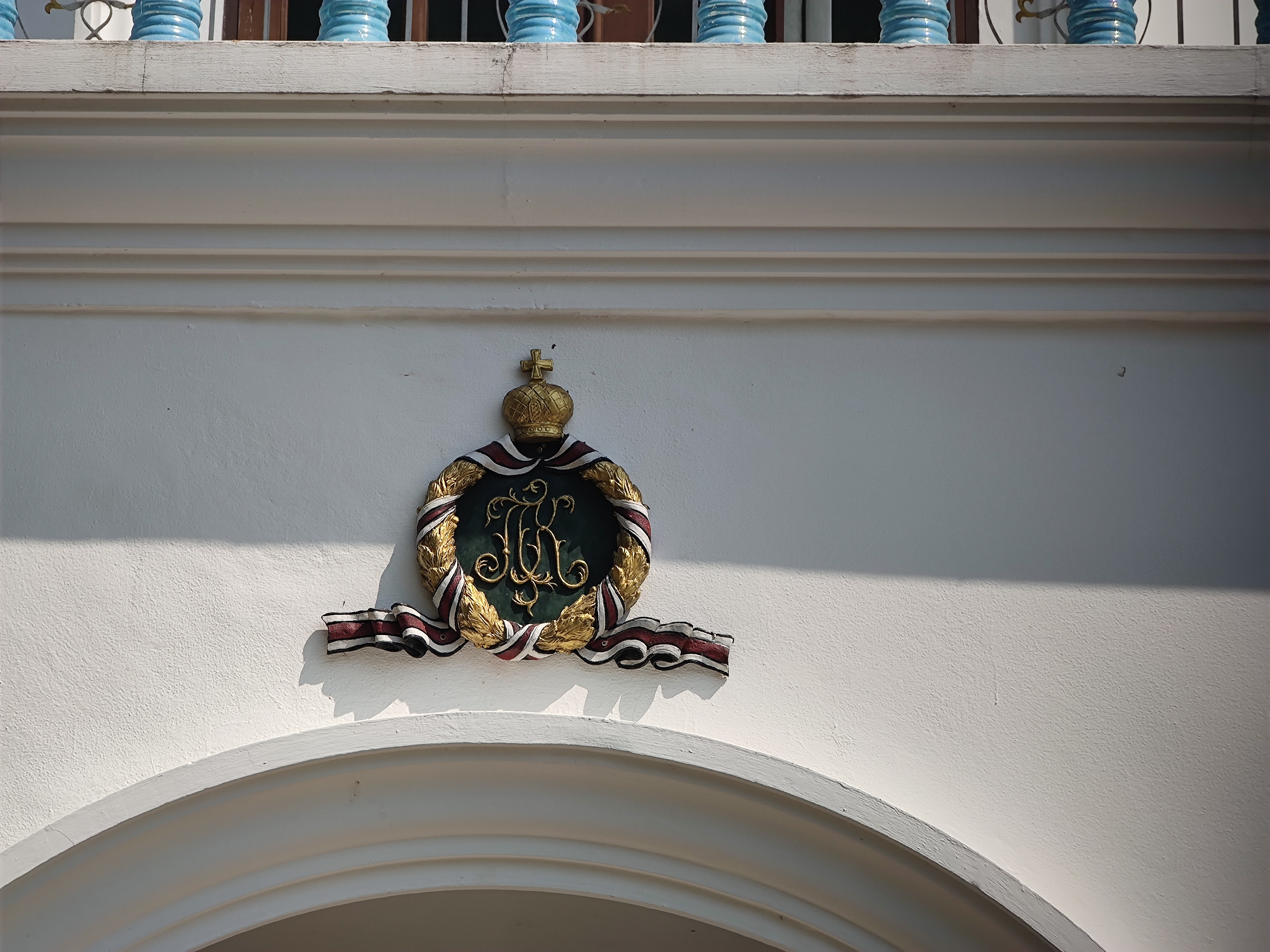
Монограмма патриарха над входом
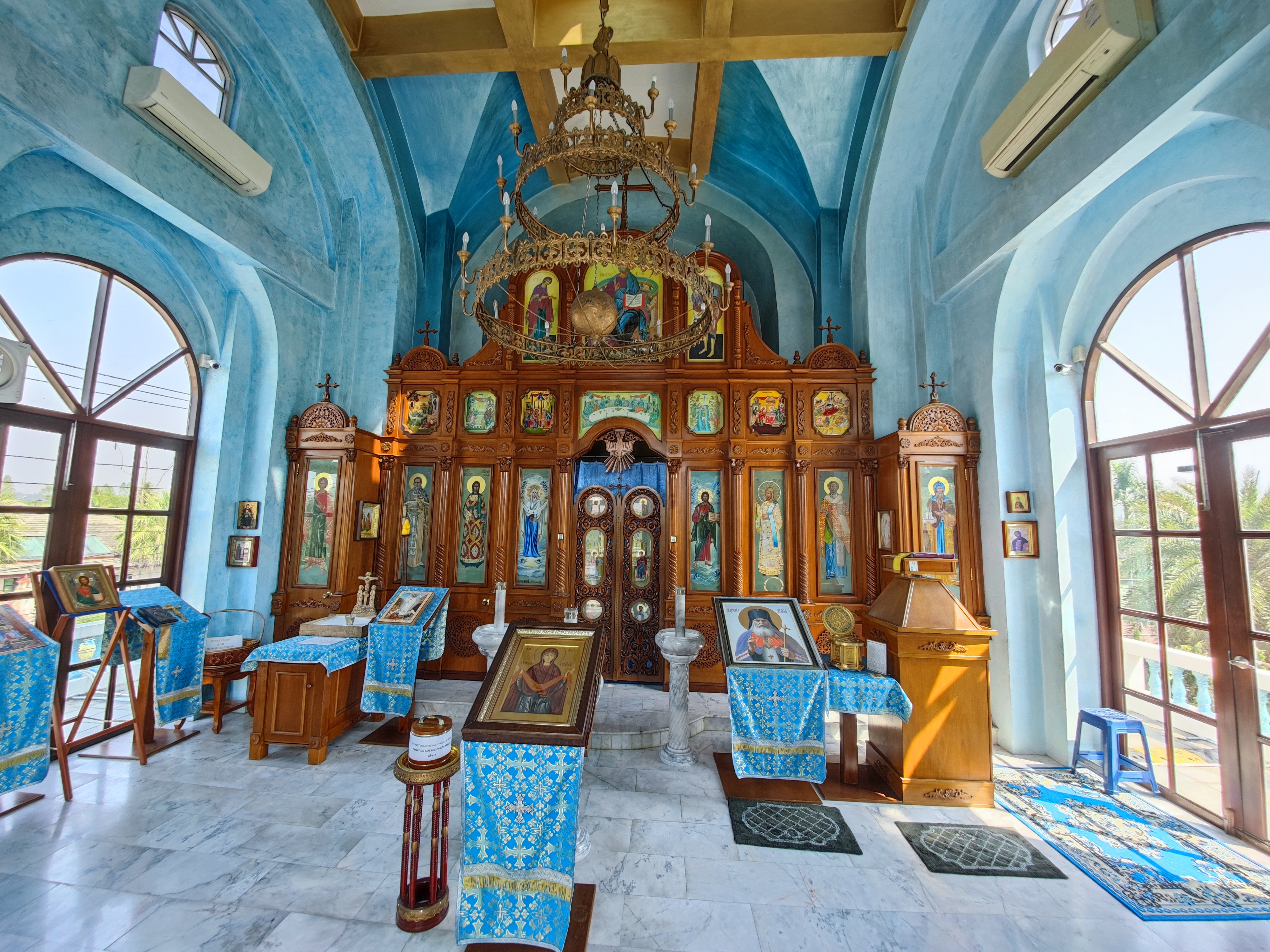
Интерьер